# Andrea Locatelli (pilote moto)
Ne doit pas être confondu avec l'artiste peintre du même nom.
Pour les articles homonymes, voir Locatelli.
Andrea Locatelli, né le 16 octobre 1996 à Alzano Lombardo, est un pilote de vitesse moto italien.
Pour la saison 2020, il intègre le championnat Supersport et devient champion du monde.
Il remporte sa première victoire en Superbike à Assen en 2025.

## Statistiques

### Statistiques par année
(Mise à jour après le  Grand Prix moto de la Communauté valencienne 2017)
| Année | Catégorie | Moto     | Courses | Victoires | Podiums | Pole | M.tours | Points | Titres |
| ----- | --------- | -------- | ------- | --------- | ------- | ---- | ------- | ------ | ------ |
| 2013  | Moto3     | Mahindra | 2       | 0         | 0       | 0    | 0       | 0      | NC     |
| 2014  | Moto3     | Mahindra | 16      | 0         | 0       | 0    | 0       | 0      | NC     |
| 2015  | Moto3     | Honda    | 13      | 0         | 0       | 0    | 0       | 33     | 20e    |
| 2016  | Moto3     | KTM      | 18      | 0         | 2       | 0    | 2       | 96     | 9e     |
| 2017  | Moto2     | Kalex    | 18      | 0         | 0       | 0    | 0       | 8      | 28e    |
| Total |           |          | 68      | 0         | 2       | 0    | 2       | 137    |        |

- * Saison en cours.

### Statistiques par catégorie
(Mise à jour après le  Grand Prix moto de la Communauté valencienne 2017)
| Cat.  | Année     | 1er GP   | 1er Podium | 1re Victoire | Courses | Victoires | Podiums | Pole | M.tours¹ | Points | Titres |
| ----- | --------- | -------- | ---------- | ------------ | ------- | --------- | ------- | ---- | -------- | ------ | ------ |
| Moto3 | 2013-2016 | ITA 2013 | ALL 2016   |              | 49      | 0         | 2       | 0    | 2        | 129    | 0      |
| Moto2 | 2017      | QAT 2017 |            |              | 18      | 0         | 0       | 0    | 0        | 8      | 0      |
| Total | 2013-     |          |            |              | 68      | 0         | 2       | 0    | 2        | 137    | 0      |

## Résultats détaillés

### Résultats détaillés en championnat du monde de vitesse moto
| Année | Catégorie | Moto     | 1      | 2       | 3       | 4       | 5      | 6       | 7      | 8       | 9       | 10     | 11      | 12      | 13      | 14      | 15      | 16      | 17      | 18     | Pos | Pts |
| ----- | --------- | -------- | ------ | ------- | ------- | ------- | ------ | ------- | ------ | ------- | ------- | ------ | ------- | ------- | ------- | ------- | ------- | ------- | ------- | ------ | --- | --- |
| 2013  | Moto3     | Mahindra | QAT    | AME     | ESP     | FRA     | ITA 22 | CAT     | NED    | GER     | IND     | CZE    | GBR     | RSM 25  | ARA     | MAL     | AUS     | JPN     | VAL     |        | NC  | 0   |
| 2014  | Moto3     | Mahindra | QAT 23 | AME 25  | ARG Ab. | ESP     | FRA    | ITA 18  | CAT 29 | NED 17  | GER Ab. | IND 25 | CZE 25  | GBR 19  | RSM Ab. | ARA 18  | JPN 23  | AUS Ab. | MAL Ab. | VAL 26 | NC  | 0   |
| 2015  | Moto3     | Honda    | QAT 11 | AME 7   | ARG 23  | ESP 16  | FRA 16 | ITA 13  | CAT 12 | NED Ab. | GER 9   | IND 13 | CZE DNS | GBR Ab. | RSM DNS | ARA DNS | JPN 14  | AUS Ab. | MAL DNS | VAL    | 20e | 33  |
| 2016  | Moto3     | KTM      | QAT 21 | ARG 4   | AME 5   | ESP Ab. | FRA 10 | ITA Ab. | CAT 19 | NED Ab. | GER 2   | AUT 13 | CZE Ab. | GBR 14  | RSM 6   | ARA 17  | JPN Ab. | AUS 2   | MAL 5   | VAL 20 | 9e  | 96  |
| 2017  | Moto2     | Kalex    | QAT 27 | ARG Ab. | AME 20  | SPA Ab. | FRA 19 | ITA 16  | CAT 14 | NED 18  | GER Ab. | CZE 13 | AUT Ab. | GBR 23  | RSM Ab. | ARA 19  | JPN Ab. | AUS Ab. | MAL 13  | VAL 16 | 28e | 8   |